# Bieujac
Bieujac – miejscowość i gmina we Francji, w regionie Nowa Akwitania, w departamencie Żyronda.
Według danych na rok 1990 gminę zamieszkiwały 384 osoby, a gęstość zaludnienia wynosiła 55 osób/km² (wśród 2290 gmin Akwitanii Bieujac plasuje się na 806. miejscu pod względem liczby ludności, natomiast pod względem powierzchni na miejscu 1281.).